# N-BOX
N-BOX（エヌボックス）は、サッカーのフォーメーションの1つ。Jリーグ、ジュビロ磐田が2001年に採用した中盤の陣形である。

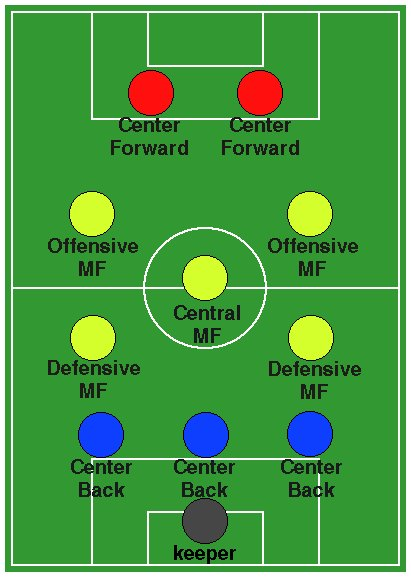
N-BOX

## 名前の由来
2001年にジュビロの鈴木政一監督が採用した中盤の陣形を、『週刊サッカーマガジン』が、中心選手だった名波浩のイニシャルから「N-BOX」と命名した。また中盤の5人の配置が、アルファベットの「N」の字に収まることも理由の一つだった。

## システム
フォーメーションとしては3-5-2だが、一般的な3-5-2とは中盤の構成が大きく異なる、極めて特殊な3-5-2である。ウイングバックを置かず、センターハーフの名波浩を中心として前方にオフェンシブハーフの藤田俊哉と奥大介、後方にディフェンシブハーフの服部年宏と福西崇史が箱型に並ぶサイコロの5の目のような中盤を構成する。
また、2トップ・3バックであるため、サイドプレイヤーを全く置かないという、大きな特色がある。

## 背景
本システムが考案された背景には、2001年に行われる予定だったFIFAクラブ世界選手権2001の存在がある。ジュビロ磐田は同大会に、1999年のアジアスーパーカップ覇者としての出場が決まっていたが、当時国内では強豪と言える存在だった磐田も、国際大会となるとレアル・マドリードなどさらに格上のチームとの対戦となり、通常の3-5-2システムだとウイングバックが相手チームに押し込まれ実質5バック化する局面が増える事が想定された。そこで最初からウイングバックを置くのを止め、中盤をコンパクトに纏めることで中央を固めるという戦術が考案され、対戦相手には「サイドにボールを出させて、チーム全体で一気にプレッシャーをかけて奪い取る」方針とした。
しかしセンターの名波ありきの戦術だったため、名波が怪我等で戦線離脱すると機能しない問題があり、実際2001年はシーズン途中で名波の怪我のため一時N-BOXを止めた時期がある。

## 選手
同時期のジュビロの、上記5人以外の主な選手としては、下記の選手らが挙げられる。
- GK ヴァンズワム
- DF 大岩剛、田中誠、鈴木秀人、山西尊裕
- MF 西紀寛、ジヴコヴィッチ
- FW 中山雅史、高原直泰、川口信男